# Johann Ernst Rembt
Johann Ernst Rembt (gedoopt Suhl, 27 augustus 1749 - Suhl, 26 februari 1810) was een Duits organist en componist .

## Leven

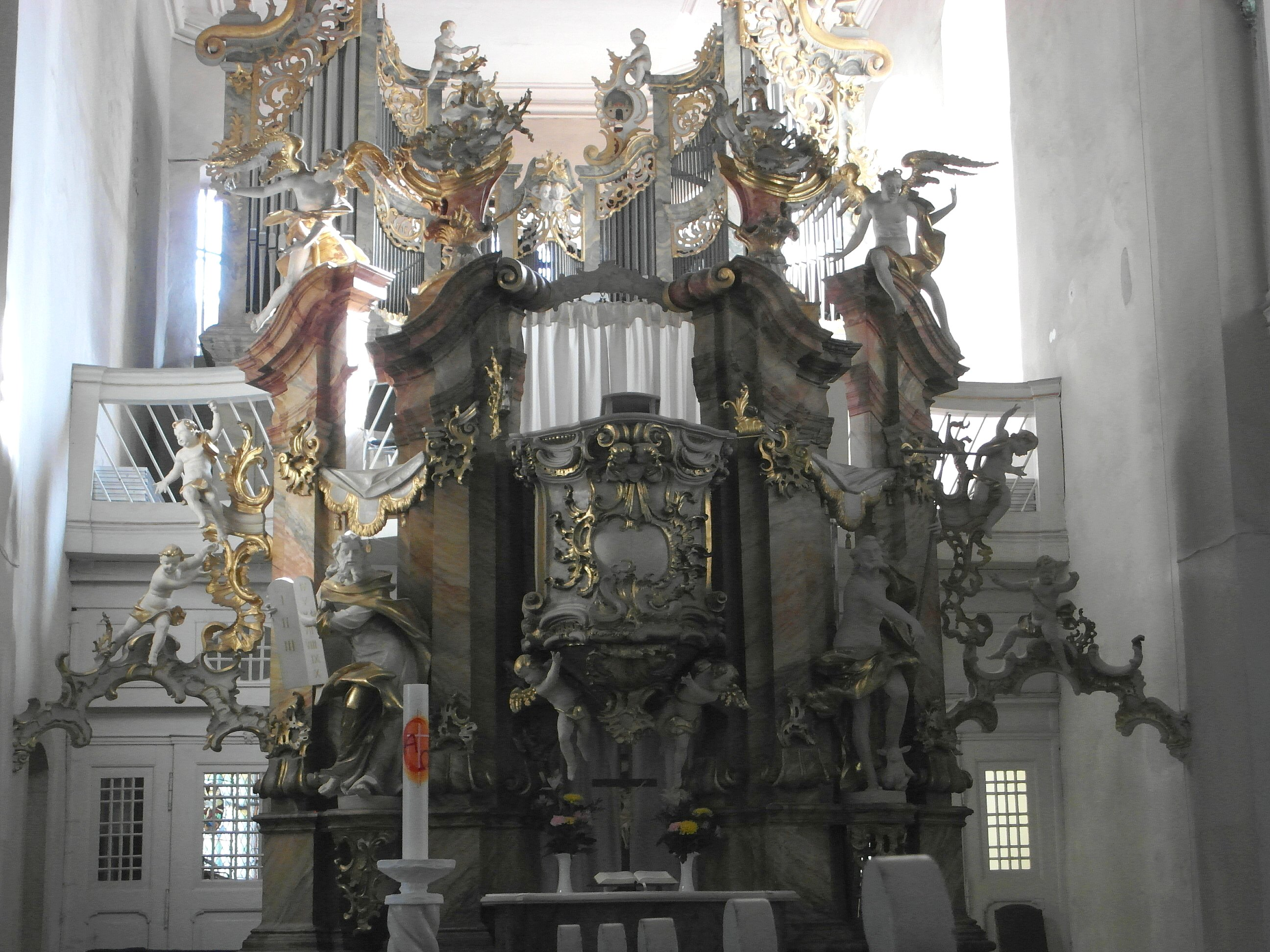
Preekstoel en Wagner- orgel (1762) in de Sint-Mariakerk te Suhl

Rembt werd geboren als zoon van Johann Martin Rembt, koster en leraar te Suhl.
Hij kreeg zijn muzikale opleiding bij Johann Peter Kellner in Gräfenroda. Volgens de componist Ernst Ludwig Gerber reisde Rembt in 1768 naar Nederland en Frankrijk, alwaar zijn orgelspel werd bewonderd. 
In 1772 werd hij organist aan de Kruiskerk te Suhl en in 1773 aan de Sint-Mariakerk. Hoewel Rembt nog enkele kleinere reizen naar het buitenland maakte, bleef hij tot het einde van zijn leven hoofdzakelijk actief in Suhl. 
Rond 1787 nam hij contact op met Carl Philipp Emanuel Bach in Hamburg, aan wie hij zijn eerste bundel orgeltrio's opdroeg. De koraalpreludes, uitgegeven in 1791, zijn opgedragen aan Johann Adam Hiller .

## Werk
- Zes fugatische vierstemmige koraalpreludes voor orgel.
- Twaalf eenvoudige triokoraalpreludes voor orgel.
- Zes trio's voor orgel.
- Vijftig vierstemmige fuga's voor orgel.
- Achttien vierstemmige fuga's voor orgel.
- Uit de hemel kwamen de engelen, Kerstcantate.